# Ratburella ornata
Ratburella ornata är en insektsart som beskrevs av Irena Dworakowska 1977. Ratburella ornata ingår i släktet Ratburella och familjen dvärgstritar. Inga underarter finns listade i Catalogue of Life.